# 코브리기

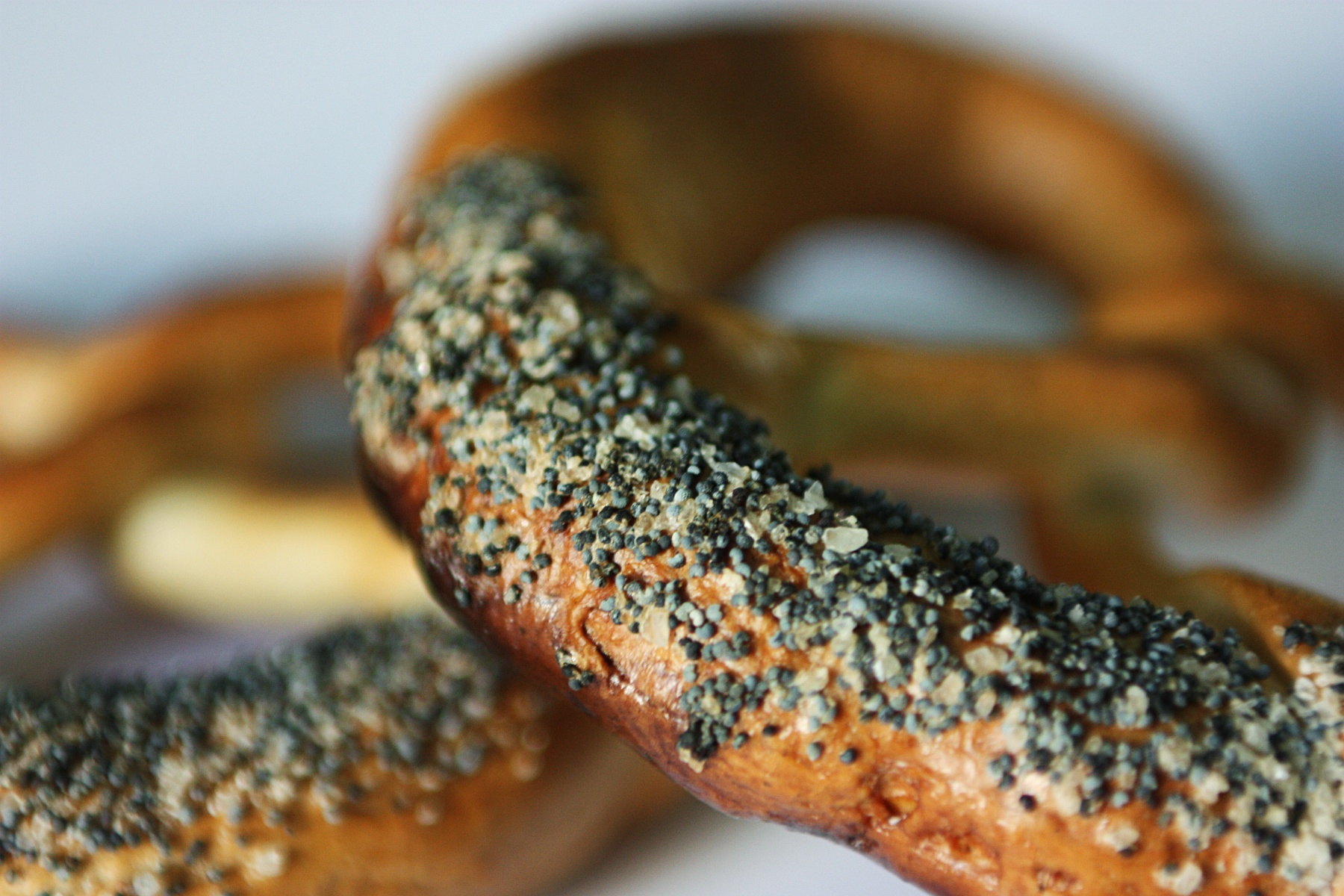

코브리기는 브레첼과 비슷한 구운 음식이다. 그들은 양귀비 씨앗, 참깨 또는 소금에 절인 빵으로 이루어져 있다. 설탕과 같은 조미료는 거의 포함하지 않는다.
코브리기는 루마니아의 도시 지역에서 인기있는 간식이며, 농촌 지역의 명절 선물이기도 하다.

## 같이 보기
- 시미트